# Solokanjeruk
Solokanjeruk is een bestuurslaag in het regentschap Bandung van de provincie West-Java, Indonesië. Solokanjeruk telt 16.636 inwoners (volkstelling 2010).